# Ugenia Lavender

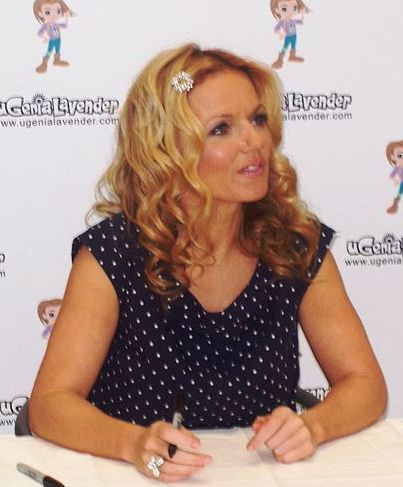
Geri en mayo de 2008

Ugenia Lavender es el personaje principal de una serie de libros para niños escrita por Geri Halliwell, quién ganó la fama como miembro de las Spice Girls, y como cantante solista y compositora antes de decidirse a seguir una carrera como autora. Halliwell comenzó escribiendo libros en 2004. Macmillan Children's Book anunció que Halliwell había firmado un contrato para escribir seis libros sobre el personaje el 12 de abril de 2007.
El primer libro, Ugenia Lavender, fue publicado el 2 de mayo de 2008 en Reino Unido. Tras los títulos y las fechas previstas están: Ugenia Lavender and the Terrible Tiger (6 de junio de 2008), Ugenia Lavender and the Burning Pants (4 de julio de 2008), Ugenia Lavender: Home Alone (1 de agosto de 2008), Ugenia Lavender and the Temple of Gloom (5 de septiembre de 2008) y Ugenia Lavender: The One and Only (3 de octubre de 2008)

## Historia
Los libros siguen las aventuras de una niña de nueve años llamada Ugenia, un personaje basado en Halliwell, junto con sus amigos Bronte, Rudy y Trevor. Otros personajes dichos por Halliwell son basados en Gordon Ramsay, George Michael, Marilyn Monroe, Vincent van Gogh, Wayne Rooney y el personaje Justin Suarez de la serie de televisión Ugly Betty. El personaje Princesa Posh Vattoria, una caricatura de la compañera de banda de Halliwell, Victoria Beckham, fue mostrada en algunos borradores pero no aparecieron en la serie de libros.
Cada título contará con un boletín de noticias de Ugenia con lecciones que ella ha aprendido, junto con pruebas, acertijaos y crucigramas, y estará disponible en una edición en audio libro leída por Halliwell.
Los libros son ilustrados por Rian Hughes. El autor de libros infantiles Jonny Zucker también le ha dado un crédito especial a los libros, pero Halliwell ha mantenido que ella escribió los libros por su cuenta.

## Promoción
Actividades promocionales para las series incluyeron una lectura por Halliwell en London Zoo el 27 de abril de 2008 y una gira de siete ciudades del Reino Unido en mayo de 2008. Halliwell ha grabado un tema musical para usar en la publicidad de los libros.

## Recepción
Una revisión de Liverpool Echo describió el primer libro como "eminentemente legible y emocionante". El crítico de libros para niños The Observer dijo que era "divertido" pero criticó la calidad de la prosa.

## Ventas
De acuerdo con el sitio oficial, el libro vendió más de 250,000 copias en los primeros cinco meses haciendo el autor Geri Halliwell la celebridad más famosa del 2008 en ser autora de libros.